# Civette-loutre de Sumatra
Cynogale bennettii
Genre
Espèce
Statut de conservation UICN

 EN C1 : En danger
Statut CITES
La Civette-loutre de Sumatra, Cynogale de Bennett ou Manpalon (Cynogale bennettii), est une espèce de mammifères Carnivores de la famille des viverridés. C'est la seule espèce du genre Cynogale.

## Description

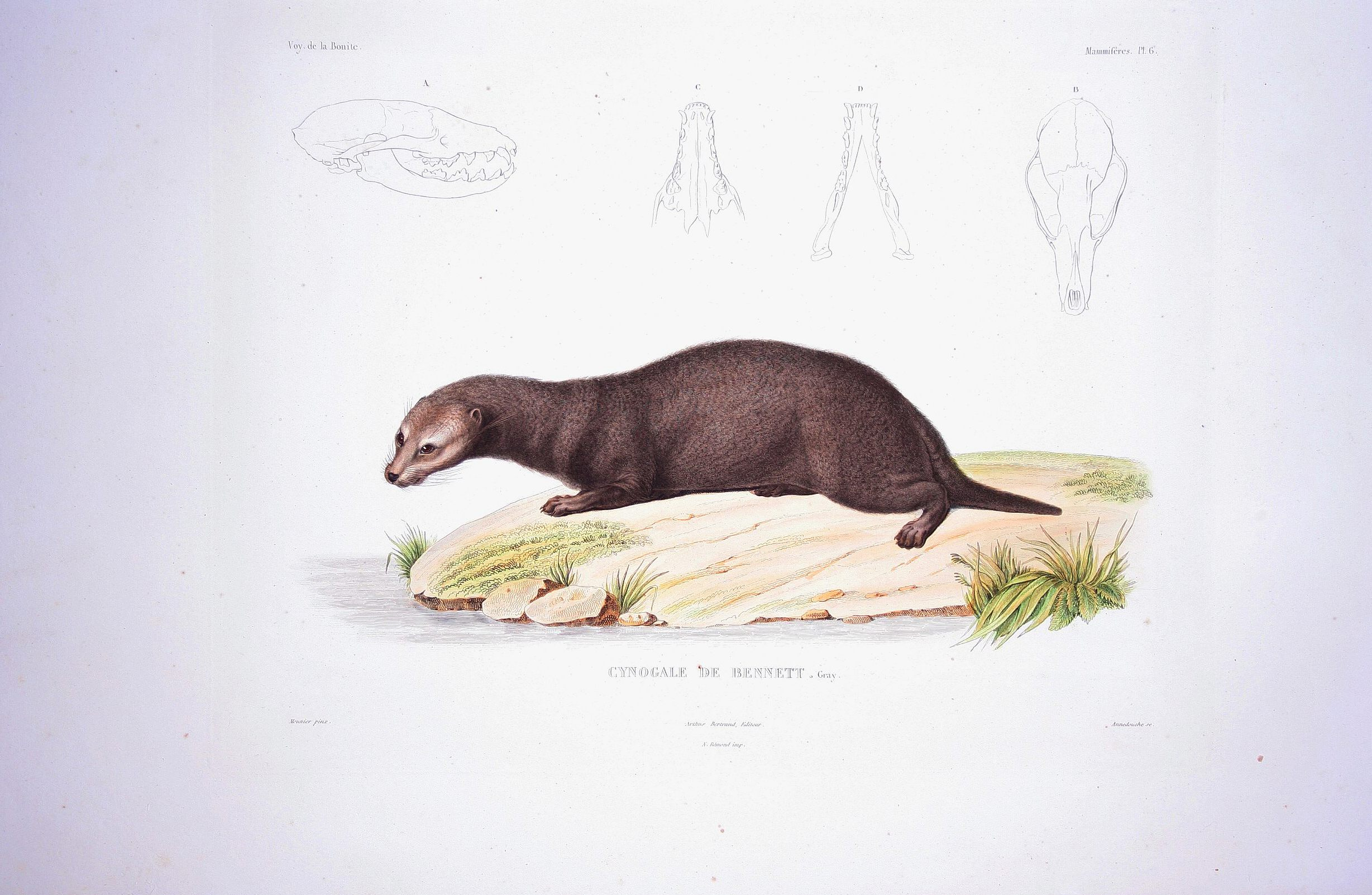
Cynogale de Bennett, planche de lAtlas Zoologique du Voyage de la corvette La Bonite. 1852

Cette espèce mesure environ 70 à 90 cm de la tête à la queue. La fourrure est pâle, tirant presque sur le noir aux extrémités, et présente de longs poils grisâtres. Les moustaches (vibrisses) sont très longues.
Elle présente plusieurs adaptations à son mode de vie semi-aquatique : les narines et leurs oreilles peuvent se fermer pour éviter l'entrée d'eau, leurs pattes sont palmées.

## Répartition
Cette espèce se rencontre dans la péninsule Malaise, dans les îles de Bornéo et de Sumatra, et peut aussi se rencontrer dans le sud de la Thaïlande.

## Habitat
C'est un animal semi-aquatique, qui bien que terrestre ne s'éloigne jamais de l'eau. Il fréquente les zones humides ou marécageuses, les abords des cours d'eau.
Son régime alimentaire est composé de poissons, mollusques, petits mammifères et oiseaux : les scientifiques pensent qu'elle capture les proies terrestres qui viennent boire, en se tenant à l’affût dans l'eau.

## Reproduction
Leur reproduction est peu connue. Les femelles donnent naissance à deux ou trois petits par saison.

## Étymologie
Son nom scientifique rend hommage à Edward Turner Bennett (1797-1836), un médecin et zoologiste britannique.